# Where the Crawdads Sing (film)
Where the Crawdads Sing is een Amerikaanse film uit 2022, geregisseerd door Olivia Newman. De film is gebaseerd op het gelijknamig boek van Delia Owens uit 2018.

## Verhaal
Catherine "Kya" Clark werd als kind in de steek gelaten en moet zichzelf zien te redden in het gevaarlijke moerasgebied van North Carolina in de jaren 1950. Kya geraakt steeds meer geïsoleerd, vooral door de geruchten over het moerasmeisje die al jarenlang rondgaan in de buurt. Een nieuwe wereld gaat voor haar open wanneer ze in contact komt met twee jonge mannen uit het dorp en ze wordt verliefd. Maar dan wordt een van die twee dood teruggevonden en Kya wordt aangewezen als hoofdverdachte. Tijdens het onderzoek dat volgt wordt het steeds minder duidelijk wat er precies gebeurd is.

## Rolverdeling
| Acteur              | Personage             | Opmerkingen               |
| ------------------- | --------------------- | ------------------------- |
| Daisy Edgar-Jones   | Catherine "Kya" Clark | ook bekend als Marsh Girl |
| Taylor John Smith   | Tate Walker           |                           |
| Harris Dickinson    | Chase Andrews         |                           |
| Michael Hyatt       | Mabel Madison         |                           |
| David Strathairn    | Tom Milton            | Kya's advocaat            |
| Garret Dillahunt    | "Pa" Clark            |                           |
| Ahna O'Reilly       | "Ma" Clark            |                           |
| Jayson Warner Smith | Deputy Joe Purdue     |                           |
| Eric Ladin          | Eric Chastain         |                           |

## Productie
Reese Witherspoon, die een grote fan was van de bestseller van Delia Owens, zette het boek in september 2018 in de kijker in haar boekenclub en verkreeg kort daarna de filmrechten via haar productiemaatschappij Hello Sunshine. Op 25 januari 2021 werd aangekondigd dat Taylor John Smith en Harris Dickinson zich bij de cast zouden voegen samen met Daisy Edgar-Jones. De film werd geproduceerd door Hello Sunshine, 3000 Pictures en Sony Pictures. Olivia Newman werd vervolgens ingehuurd voor de regie van het scenario dat werd geschreven door Lucy Alibar. In maart voegden David Strathairn en Jayson Warner Smith zich bij de cast. In april werden ook Garret Dillahunt, Michael Hyatt, Ahna O'Reilly, Sterling Macer Jr. en Jojo Regina toegevoegd en in juni 2021 Eric Ladin.
De filmopnames vonden plaats van 30 maart tot 28 juni 2021 in New Orleans en Houma (Louisiana).

### Muziek
De soundtrack werd gecomponeerd door de Canadese componist Mychael Danna. De soundtrack bevat 22 nummers en behalve het originele nummer "Carolina" werden alle nummers gecomponeerd door Danna. De Amerikaanse singer-songwriter Taylor Swift schreef en zong "Carolina" voor de film, voordat de film zelfs maar in productie ging.

### Release en ontvangst
Where the Crawdads Sing ging op 11 juli 2022 in première in het Museum of Modern Art, New York. De film kreeg overwegend negatieve kritieken van de filmcritici, met een score van 34% op Rotten Tomatoes, gebaseerd op 185 beoordelingen. De ontvangst van het publiek was positiever en de film werd een kassucces, met in de eerste maand een brutowinst van circa 98 miljoen dollar wereldwijd op een budget van 24 miljoen dollar.